# Physcomitrium coarctatum
Physcomitrium coarctatum är en bladmossart som beskrevs av C. Müller och Cardot in Grandidier 1915. Physcomitrium coarctatum ingår i släktet huvmossor, och familjen Funariaceae. Inga underarter finns listade i Catalogue of Life.